# 大関増昭
大関 増昭（おおぜき ますあきら）は、江戸時代後期の大名。下野国黒羽藩13代藩主。
天保5年（1834年）10月20日、12代藩主・大関増儀の次男として生まれる。天保13年（1842年）12月23日、長兄・綱一郎が早世したため世子に指名された。弘化5年（1848年）2月21日に父が隠居したため家督を継ぎ、嘉永元年（1848年）12月16日に従五位下・信濃守に叙任された。
嘉永3年（1850年）2月2日に大阪加番に任じられている。安政3年（1856年）2月25日、江戸の湯島天神にあった下屋敷で死去した。享年23。
跡を養子・増徳が継いだ。

## 系譜
父母
- 大関増儀（父）

正室
- 恵美栄 ー 戸田忠温の娘

養子
- 大関増徳 ー 青山忠良の五男